# شهرستان ولیکا باگچکا
شهرستان ولیکا باگچکا (به لاتین: Velyka Bahachka Raion) یک سکونتگاه مسکونی در اوکراین است که در استان پولتاوا واقع شده‌است.

## خصوصیات
شهرستان ولیکا باگچکا ۲۵٬۷۶۵ نفر جمعیت دارد.